# إرنست ستوفن

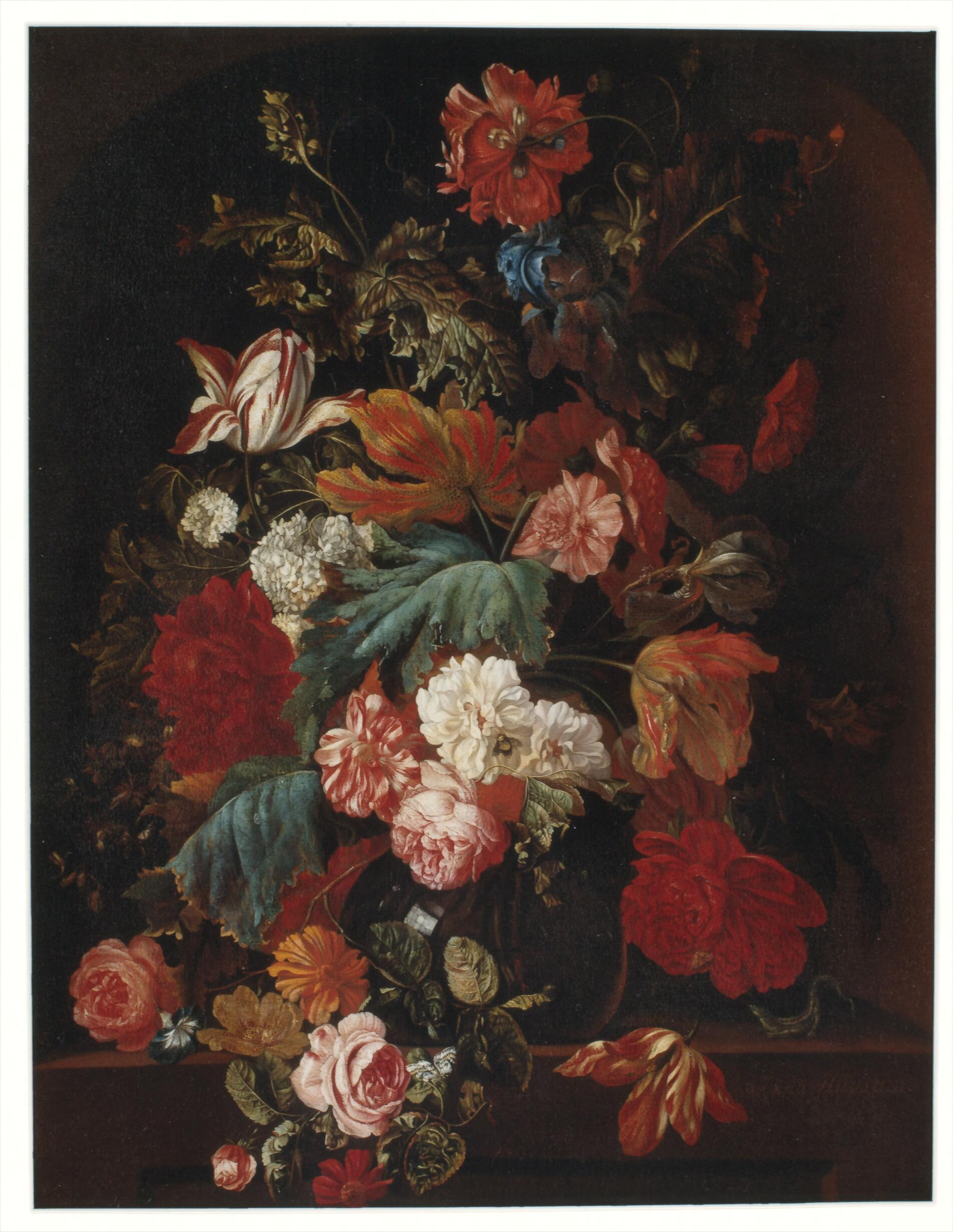
لوحة الزهرة

إرنست ستوفن (1657-1712) رسام ألماني في عصر الباروك وهو الذي رسم لوحة الحجرية الزهرة .